# Vladimir Peter Tytla
Vladimir Peter Tytla   (Yonkers, 25 d'octubre de 1904 - East Lyme, 30 de desembre de 1968) va ser un dels animadors més importants als estudis Walt Disney Pictures. Conegut com a Bill Tytla, va animar el Rondinaire (Grumpy) a la pel·lícula de la Blancaneu i els Set Nans i a Chernabog a la seqüència del poema simfònic Una Nit a la Muntanya Pelada, a la pel·lícula Fantasia.
Va ser inclòs a les Disney Legends el 1998.

## Primers anys
Vladimir Peter Tytla va néixer el 25 d'octubre de 1904, a Yonkers, Nova York. Els seus pares, que eren immigrants Ucranians, de seguida van veure el talent del seu fill i l'encoratjaven. Al 1914, quan Tytla tenia 9 anys, va visitar Manhattan per veure Gertie the Dinosaur, una actuació de vodevil animat per Winsor McCay. Mai se’n va oblidar, i va canviar la seva vida per sempre.
Tytla assistia a la New York Evening School of Industrial Design al mateix temps que anava a l'institut. Però amb el temps, l'institut va perdre el seu interès artístic i el va deixar. Al 1920, amb 16 anys, Tytla treballava al Paramount Animation Studio de Nova York. La seva feina era fer les lletres dels crèdits. Li deien “Tytla the Titler” (Tytla el ‘titulador’).
Les seves primeres experiències en l'animació van ser als curtmetratges de Mutt and Jeff al estudi del Bronx de Raoul Barré i Joy and Bloom Phable al Greenwich Village studio de John Terry, creador després de les tires còmiques de l'aviador Scorchy Smith. El seu germà, Paul Terry, fundador dels Terrytoons, aviat va contractar a Tytla per treballar a les Aesop’s Fables.
En tres anys guanyava un bon salari com a animador i ajudava a la seva família. La naturalesa simple dels dibuixos animats del moment no canviaven el somni de Tytla, que era convertir-se en artista visual. Va tornar als estudis un altre cop a l'Art Students League of New York on Boardman Robinson li feia de professor.
Al 1929 va viatjar a Europa amb alguns companys de l'escola per estudiar pintura a París. Allà també va estudiar escultura amb Charles Despiau. Per això, se li atribueix el pes i la tridimensionalitat del seu treball, A Europa va ser capaç de veure de primera mà, les peces mestres de les que només havia llegit. Fidel a la seva naturalesa d no voler ser mai el segon, Tytla va arribar a la conclusió que mai podria superar a aquests mestres i va destrossar la majoria de la seva feina.

## Retorn a Amèrica
Tytla va tornar als Estats Units pensant que podria ser un gran mestre de l'animació incorporant el seu ric coneixement de l'art. Ara els curts animats incorporaven so, cosa que va portar a un nou entusiasme i a la necessitat d'animadors amb talent. Paul Terry li va oferir un treball a Bill de seguida. Allà va conèixer a l'animador Art Babbitt, que es va tornar el seu amic més proper i company de pis. Art finalment va marxar a treballar per Walt Disney, perquè era una feina desafiant i amb bones condicions laborals. Durant dos anys, Art va intentar convèncer a Bill per mudar-se a Hollywood, però Bill no volia deixar la seva família i un bon treball durant la Gran Depressió. Finalment al 1934 Tytla vola a Hollywood. Es va quedar molt impressionat i va acceptar el treball a un salari molt inferior al que li pagaven a Terrytoons.
Durant el seu any de prova, al 1935, Tytla va treballar en curts com:
- The Cookie Carnival, un curt de Silly Symphonies, que va sortir el 2 de maig de 1935.
- Mickey's Fire Brigade, uns dibuixos animats amb firefighters Mickey Mouse, Goofy i Donald Duck intentant rescatar a Clarabelle Cow d'un hostal en flames. Va sortir el 3 d'agost de 1935.[1]
- Cock o' the Walk, curt de Silly Symphonies, 30 de novembre del 1935

A The Cookie Carnival, Tytla va ser responsable d'animar al noi i la noia de massapà i a la rivalitat entre l'àngel de menjar i el dimoni de pastís. Va animar a Clarabelle Cow a Mickey’s Fire Brigade. A Cock o’the Walk, Tytla va animar al gall ballant la Carioca. Grim Natwick, creador de Betty Boop, remarcava: “Bill es col·locava sobre la taula de dibuix com un gran voltor, protegint el niu ple d'ous daurats, era un treballador molt intens - disposat, nerviós, absorbit,... Escopia dibuixos clau amb traços apassionats de llapis que perforaven el paper.”
La seva feina no va passar desapercebuda per Walt Disney, qui aviat es va donar compte del que tenia Tytla. Conseqüentment, les seves responsabilitats i el seu salari van augmentar. Tytla i Babbitt es van convertir ràpidament en dos dels animadors més ben pagats de Disney, i tornaven a compartir pis - aquest cop una bona casa amb majordom. Bill seguia enviant diners a casa i va compra’ls-hi 150 acres (607000 m²) de granja a East Lyme, Connecticut. Babbitt va començar a fer hores extres a les seves classes d'anàlisis de l'acció (més tard oficialment aprovat per Disney) que havien fet donar grans passos a la qualitat de l'animació d'aquell moment.
Tytla va ser un dels primers animadors assignat a la Blancaneus i els Set Nans. Fred Moore i Tytla van ser responsables de molts dels dissenys del llarg i la definició de personalitats dels set nans. Una de les escenes més famoses de Tytla a la pel·lícula (com describia John Canemaker) és quan Blancaneus li fa un petó al cap de Grumpy. Mentres ell marxa bruscament, es genera una calor interna a causa del petó que el relantitza, portant a un somriure suau i un sospir, revelant els seus sentiments. Els sentiments de Grumpy són retratats solament a través de la pantomima, en les seves expressions facials, el llenguatge corporal i el timing de les seves reaccions.

## Matrimoni
Un vespre de 1936 a les classes d'art de Don Graham, una actriu i model de 22 anys de Seattle anomenada Adrienne le Clerc va posar pels animadors, incloent a Tytla. Ella tenia un fort caràcter, però va admetre: “el meu got estava mig ple amb entusiasme, el seu sovint mig buit i amb dubtes. Érem definitivament el yin i el yang.” El seu matrimoni de trenta anys va començar el 21 d'abril de 1938. Van anar a sopar a Victor Hugo. No va anar mai de lluna de mel i l'endemà va haver de tornar a la feina, que li encantava.
Clarament, era una gran inspiració i suport pel seu marit, tot i que ella es queixava de que per aconseguir l'atenció del seu marit quan treballava intensament en les seves animacions, havia de quedar-se despullada a la porta.

## Carrera a Disney
La Blancaneu i els set nans va sortir el 21 de desembre de 1937. La següent feina que se li va assignar a Tytla va ser animar a Stromboli, un titellaire explosiu i segrestador de nens a Pinocchio (1940). “Bill era poderós, musculat, molt nerviós i sensible, amb molt d'ego”, escrivien els animadors de Walt Disney Pictures Frank Thomas i Ollie Johnston al seu llibre The Disney Villain. “Tot eren emocions amb Bill. Fos el que fos que animés tenia personatges amb molt expressius a través de l'acting. Ell no només va entrar dins de Stromboli, ell va ser Stromboli i va viure el paper.” L'animador de Disney T. Hee va explicar que va entrar a l'habitació del seu col·lega Bill Tytla, mentre aquest últim dibuixava el personatge del Diable de la seqüència “Una Nit a la Muntanya Pelada” de Fantasia. Tytla estava tan intensament embolicat en la seva obra, tan posseït d'un fervor demoníac, que Hee va sortir fora de l'habitació.
Brave Little Tailor va ser un curt de Mickey i Minnie Mouse. Tytla va animar el gegant que era tant gran com estúpid. El personatge es va transformar en el “model de tots els gegants de la indústria, des dels gags a la personalitat,” com diuen Johnston i Thomas. El curt va ser nominat a l'Oscar al millor curtmetratge d'animació l'any 1939. Però va perdre contra Ferdinand the Bull, un altre curt de Disney, dirigit per Dick Rickard, animat per Milt Kahl i Ward Kimball.
A principis del 1938, Tytla va animar a Yen Sid, el vell mag a “The Sorcerer's Apprentice”, que finalment es va convertir en un fragment de Fantasia (1940). També està el personatge de Fantasia que Tytla coneixia com Chernabog, la seva pròpia versió de Crnobog el Déu Negre, de la seqüència de La Nit a la Muntanya Pelada / Ave Maria. Sovint es diu que Chernabog estava basat en l'actor Béla Lugosi, i Walt el va portar com a referència pel personatge. De totes maneres, Bill ja tenia una idea de què volia i què no volia de la interpretació de Bela. En comptes d'això, va fer interpretar el paper a Wilfred Jackson (a qui se li atribueix el mèrit per la música de Steamboat Willie), i això és el que va fer servir com a referència en viu.
Al 1940, Tytla s'havia cansat d'animar dolents. No volia ser encasellat, així que va demanar d'animar a Dumbo (nom del protagonista de la pel·lícula del 1941), el petit elefant que era ridiculitzat i rebutjat a causa de les seves orelles. Aquest cop va agafar de referència al seu fill, Peter. La intenció era fer una animació no teatritzada i sincera, al intentar posar la personalitat d'un nen dins d'un elefant, perquè d'aquesta manera soni real. El seu fill, Peter Tytla, va créixer fins a convertir-se en un artista collage, centrat en imatges tretes de cotxes abandonats.

## La vaga
Al mateix temps que La Blancaneu i els set nans tenia un èxit indiscutible, les següents produccions ho van tenir més difícil a l'hora d'aconseguir diners degut a la guerra d'Europa, tallant els seus ingressos al 50%. Això va portar a reducció de personal i promeses trencades d'aconseguir assegurança laboral, augments i pagues extres.
Tot i que els millors animadors com Babbitt o Tytla tenien salaris molt alts, eren conscients dels salaris baixos dels ajudants i la gent de producció. Babbitt inclús havia arribat a pagar al seu ajudant amb diners de la seva butxaca. Però a principis del 1941 Babbit va ser acomiadat per participar en activitats sindicals. El dia després Babbitt va portar a 300 treballadors de Disney a la vaga, exigint una representació sindical. Per sorpresa i decepció de Disney, Tytla es va unir a la vaga. “Jo era partidari del sindicat, i vaig anar a la vaga perquè els meus amics estaven allà,” deia Tytla. “Empatitzava amb la seva opinió, però mai vaig voler fer res en contra de Walt.” La vaga va durar dos mesos i va ser tant divisòria que va alterar profundament el curs de l'animació americana. Quan la vaga va acabar, els EUA va entrar en la Segona Guerra Mundial i l'era daurada es va acabar definitivament.
Tytla va tornar a l'estudi, però “hi havia massa tensió a l'aire,” segons Adrianne Tytla. Amb Vladimir, “tot era instintiu i intuitiu, i ara les vibracions eren molt negatives.” Degut a l'economia de l'estudi en el moment, els encàrrecs eren menys desafiants. A Saludos Amigos (1942) Tytla va animar a Pedro (un petit avió) i Jose Carioca (un lloro brasiler). Les seves últimes representacions a Disney van ser una bruixa i un professor nazi al curt Education for the Death (1943). La sensació de Tytla de que no era benvingut a l'estudi, dels treballs menys desafiants, la malaltia de la seva dona, que va estar tres anys amb tuberculosi, la por de l'atac japonès i els desig de viure a la seva granja de Connecticut el van portar a deixar l'estudi. Va renunciar dels estudis Disney el 24 de febrer de 1943, una acció que va lamentar la resta de la seva vida.

## Feina aTerrytoonsiFamous Studios
Després de deixar Disney studio, Tytla va tornar a Terrytoons durant un curt període. Allà va ser director del curt The Sultan's Birthday (1944). Aviat va deixar Terrytoons, però va seguir fent de director el que li quedava en la carrera de l'animació.
La següent feina va ser a Famous Studios, de Paramount Pictures. Allà va treballar com a director a:
- Protagonitzada per Little Lulu.
  - Snap Happy (22 de juny del 1945).
  - Bored of Education (1 de març del 1946).
  - A Scout with the Gout (24 de març del 1947).
  - Super Lulu (21 de novembre del 1947).
- Protagonitzada per Popeye.
  - Service with a Guile (19 d'abril del 1956).
  - Rocket to Mars (9 d'agost del 1946).
  - Island Fling (4 de març del 1947).
  - Popeye Meets Hercules (18 de juny del 1948).
  - Tar with a Star (12 d'agost del 1949).
  - Jitterbug Jive (23 de juny del 1950).
- Protagonitzada per Herman Mouse i Henry Rooster. (Herman va co-protagonitzar les sèries de Herman and Katnip).
  - Sudden Fried Chicken (18 d'octubre 1946).
- Protagonitzada per Little Audrey.
  - The Lost Dream (18 de Març 1949).
  - Song of the Birds (18 de novembre del 1949).
  - Tarts and Flowers (26 de maig del 1950).
  - Goofy Goofy Gander (18 d'agost del 1950).
- Solament protagonitzada per Herman Mouse.
  - Campus Capers (1 de juliol del 1949).
- Protagonitzada per Casper the Friendly Ghost.
  - Casper's Spree Under the Sea (13 d'octubre del 1950).
  - Ghost Writers (director addicional) (25 d'abril del 1958).
- Protagonitzada per Paddy.
  - The Wee Men (8 d'agost del 1947).
  - Leprechaun's Gold (14 d'octubre del 1949).
- Sense personatges recurrents.
  - We're in the Honey (19 de març del 1948).
  - The Bored Cuckoo (9 d'abril del 1948).
  - The Mite Makes Right (15 d'octubre del 1948).
  - Hector's Hectic Life (19 de novembre del 1948).
  - Voice of the Turkey (13 d'octubre del 1950).

La seva pròpia filla va servir d'inspiració pels curts de Little Lulu i Little Audrey. Després va seguir la carrera d'artista i fotògrafa, coneguda com a Tamara Schacher-Tytla.

## Treball a Tempo Productions
Tytla va deixar Famous Studio a principis del 1950 per treballar a Tempo Productions. Tempo va ser fundada l'any 1946 com a associació entre David Hilberman i Zack Schwartz. Els dos eren companys de feina de Tytla a Disney. David va ser director artístic a Bambi i Zack a The Sorcerer’s Apprentice. Van estar entre els fundadors de United Productions of America però després van vendre les seves accions al seu company Stephen Bosustow.
Al principi preveien produir films educacionals però aviat es va limitar el seu mercat. De totes maneres, Jack Zander, cap del departament d'animació de Transfilm Inc., productors d'anuncis comercials, se’ls hi va acostar amb una oferta per produir anuncis per la companyia. Primer se’ls hi va encarregar anuncis de Camel. Després les seves feines incloïen Standard Brands, Plymouth automobile, National Dairy Association, Tide and Clark Gum Company. Zack Schwarts va deixar la companyia entre els anys 1948 i 1949, però els encàrrecs seguien. David Hilberman va decidir ampliar el personal, incloent-hi a Tytla com a director publicitari.
Segons sembla, els dissenys cuadrats frustraven a Tytla, però va produir alguns bons treballs que incloïen animació stop motion. Els seus anuncis són la part menys ben recordada de la seva època. Quan va reviure l'interès per l'animació clàssica als anys 80, hi havia moltes generacions que no estaven disponibles, segurament perdudes. Raó per la cual Tempo va durar poc i va entrar a la llista negra durant els anys 50.
Tytla va aprofitar aquest temps per visitar els seus antica companys de Disney l'any 1954. Al contrari de Babbitt era benvingut i inclús es va fotografiar amb el seu antic director, Walt.

## Darrers anys
Les seves següents fonts de feina van ser sèries animades, Ell té el mèrit de ser director d'episodis de les següents sèries:
- Popeye (10 de setembre, 1956 –1963).
- Deputy Dawg (5 de setembre, 1959 – 1972).
- Matty's Funday Funnies (amb Beany and Cecil de Bob Clampett, 11 d'octubre, 1959 – 1962).
- The New Casper Cartoon Show (1963 – 1969).

També es va prendre temps per crear un últim curt per Terrytoons, First Flight Up (1962). La seva última feina d'animació va ser a The incredible Mr.Limpet (1964), una comèdia que barrejava animació i acció real dirigida per Arthur Lubin i protagonitzada per Don Knotts, en el paper de peix. Durant aquell temps Tytla es va posar malalt i molta de l'animació actual va ser completada pels directors d'animació Robert McKimson, Hawley Pratt i Gerry Chiniquy. Els tres són coneguts per la seva feina als Looney Tunes.
Després d'això Tytla va tenir vàries embòlies, cosa que va provocar que es quedés cec d'un ull. El 13 d'agost de 1967, la nit d'inauguració del Montreal Expo’s World Exhibition of Animation Cinema, projectaven Dumbo com a part d'un Hommage aux Pionniers. Tytla va ser convidat però es preocupava de que ningú es recordés d'ell. Quan el film va acabar, van anunciar la presència del gran animador. Quan el focus finalment el va trobar, el públic va erupcionar en una gran mostra d'amor. “Podria haver estat un dels millors moments de la seva vida” deia John Culhane.
Tytla va intentar tornar a Disney. En una carta del 7 d'agost de 1968, el visepresident de Disney W.H. Anderson va rebutjar la seva oferta de fer animacions de prova, dient; “només tenim animacions pel personal actual.” I l'11 d'octubre de 1968, menys de tres mesos abans de la mort de Tytla, el director de Disney Wolfgang Reitherman va respondre al material per una nova història que Tytla va enviar, dient; “em sap greu dir que les teves idees no encaixen en el programa actual. No hem oblidat les teves ganes d'animar aquí a l'estudi, però de moment ens costa mantenir ocupats el nostre equip actual. Estigues segur que tens molts amics aquí a l'estudi que aposten per tu.”
Vladimir Tyrla va morir a la seva granja el 30 de desembre de 1968, amb 64 anys.